# 曹芷馨
曹芷馨（1996年—），2022年11月因为参与白纸运动被逮捕，2023年4月19日取保候审。

## 经历
曹芷馨是中国人民大学2021届历史学硕士，曾是北京一家出版社的图书编辑。2022年11月27日，曹芷馨参与北京亮马河的悼念活动。11月29日遭到警察传唤，警方认定无罪并予以释放。12月23日，曹芷馨被警察带走。
2023年4月19日，曹芷馨出狱。

## 获得奖项
曹芷馨获得在美国洛杉矶举办的第十届奥斯卡自由人权奖。2023年又獲得青年中国人权奖。

## 加入独立中文笔会
曹芷馨于2023年加入独立中文笔会。